# Megastilicus formicarius
Megastilicus formicarius – gatunek chrząszcza z rodziny kusakowatych i podrodziny żarlinków. Zamieszkuje nearktyczną Amerykę Północną.

## Taksonomia
Gatunek ten opisany został po raz pierwszy w 1889 roku przez Thomasa Lincolna Caseya na łamach „Entomologica Americana”, jako jedyny z rodzaju Megastilicus i stąd jego typ nomenklatoryczny. Redeskrypcji gatunku dokonały w 2021 roku Dagmara Żyła i Katarzyna Koszela.

## Morfologia
Chrząszcz o ciele mocno wydłużonym, długości od 5,5 do 6 mm. Ubarwienie ma piaskowobrązowe do rdzawobrązowego z ciemniejszymi głową i wierzchołkiem odwłoka.
Głowa jest dłuższa niż szersza, o tępo ząbkowanej wardze górnej i zajmujących ⅙ jej długości, mniejszych niż u M. iowaensis oczach. Głaszczki szczękowe maja smukły i krótki człon drugi z nielicznymi szczecinkami, lekko rozszerzony ku szczytowi i gęściej porośnięty trzeci oraz błyszczący czwarty. Czułki odznaczają się lekko wydłużonym członem czwartym.
Ósmy tergit odwłoka ma zaokrągloną tylną krawędź, siódmy sternit zaś tylny brzeg prosty. U samca tylna krawędź ósmego sternitu ma sięgające do ⅓ jego długości wykrojenie z zaokrąglonymi bokami; krawędzie sternitu są gęsto porośnięte szczecinkami, ale powierzchnie sąsiadujące z wykrojeniem pozostają łyse. Patrząc od strony paramery brzuszny wyrostek edeagusa jest pośrodku węższy niż u M. iowaensis. W endofallusie płytki boczne nie są wyraźnie widoczne.

## Ekologia i występowanie
Drapieżny owad myrmekofilny, bytujący w gniazdach mrówek z gatunków Formica exsectoides i Formica ulkei. Aktywnie poluje na gospodarzy mrowisk, broniąc się przed ich atakami zwinnymi unikami i przy użyciu wydzieliny obronnej gruczołów odwłokowych.
Gatunek nearktyczny. Na terenie Kanady podawany jest z Manitoby, Ontario oraz Nowej Fundlandii i Labradoru, a na terenie Stanów Zjednoczonych z Iowy, Missouri, Teksasu, Illinois, Indiany, Ohio, Pensylwanii, New Hampshire, Massachusetts i New Jersey.